# Daisy Jones & the Six
Daisy Jones & the Six ist eine US-amerikanische Miniserie aus dem Jahr 2023. Sie basiert auf dem gleichnamigen Bestsellerroman der Autorin Taylor Jenkins Reid von 2019, der 2020 auch in deutscher Übersetzung erschien. Er wurde von den Produzenten und Drehbuchautoren Scott Neustadter und Michael H. Weber für das Fernsehen adaptiert. Die Erstausstrahlung erfolgte vom 3. bis 24. März 2023 auf Prime Video in zehn Folgen. 

## Handlung
Die Serie handelt von einer fiktiven Rockband aus Hazelwood, einem Stadtteil von Pittsburgh, um den Leadsänger Billy Dunne. Nach ersten Erfolgen vor Ort rät ihnen ihr Manager Mitte der 1970er Jahre, nach Los Angeles zu ziehen. Dort gelingt ihnen der große Durchbruch, als sich ihnen die charismatische Sängerin und Songwriterin Daisy Jones anschließt. Mit ihr nimmt die Band mehrere überaus erfolgreiche Songs auf und gibt zahlreiche Konzerte. 
Zunehmend kommt es jedoch zu privaten und beruflichen Differenzen, da sich zwischen Daisy und Billy eine hochemotionale Hassliebe entwickelt, die bei beiden zu übermäßigem Alkohol- und Drogenkonsum führt, bis sich Daisy plötzlich nach Griechenland zurückzieht und heiratet. Freunden gelingt es, sie wieder in die USA zurückzuholen, doch nach einer letzten großen Show, die am 4. Oktober 1977 im ausverkauften Soldier Field in Chicago stattfindet, löst sich die Band auf.
Gezeigt werden Szenen aus dem Privatleben der Musikerinnen und Musiker sowie Interviews, Aufnahmen von Konzerten, Proben und Studiosessions.
In einer zweiten Erzählebene kommentieren die Bandmitglieder 20 Jahre später einzelne Ereignisse. Am Schluss wird deutlich, dass es sich dabei um Interviews mit Billy Dunnes Tochter handelt, die wissen will, was damals geschah. Es wird offenbar, dass ihre Mutter Camila Dunne zu dieser Zeit nicht mehr am Leben ist. In der letzten Szene klingelt der inzwischen gereifte Billy Dunne am Haus von Daisy Jones, die ihn zunächst irritiert anschaut, dann aber lächelnd hereinlässt.

## Hintergrund
Die beiden Hauptdarsteller nahmen für die Serie intensiven Unterricht in Gesang und Gitarre, um alle Songs selbst einzuspielen.
Gedreht wurde hauptsächlich in verschiedenen Teilen von Los Angeles, darunter im Szeneviertel Laurel Canyon, außerdem in den legendären Musikclubs The Troubadour und Whisky a Go Go.
Die Geschichte enthält mehrere Parallelen zu den Biographien der Rockstars Stevie Nicks und Lindsey Buckingham und ihrer  Band Fleetwood Mac, die als Vorbilder für die Serie gelten.

## Soundtrack
Der Soundtrack erschien Anfang März 2023 unter dem Titel Aurora – so das mehrmals erwähnte Album der Band – auf den Streamingportalen. Er umfasst 11, in der Deluxe-Version 25 Titel, die meisten als Studioproduktion, einige auch als Live-Mitschnitt. Von einigen sind auch mehrere Versionen vorhanden, darunter von den fiktiven „Hits“ Look at Us Now (vier Versionen) und Let Me Down Easy (drei Versionen). Das Album konnte sich sowohl in den USA als auch in Europa in den Charts platzieren.

## Rezeption
Die Serie wurde überwiegend gelobt. Auf der Website Rotten Tomatoes sind 70 % der Kritiken positiv.
Für die 75. Emmy-Verleihung, die am 15. Januar 2024 stattfand, war die Serie in drei Kategorien nominiert:
- Beste Miniserie
- Beste Hauptdarstellerin – Miniserie oder Fernsehfilm (Riley Keough)
- Beste Nebendarstellerin – Miniserie oder Fernsehfilm (Camila Morrone)